# Det sista vittnet
Det sista vittnet[källa behövs] är en västtysk dramafilm i rättegångsmiljö från 1960 i regi av Wolfgang Staudte. Manuset skrevs av Thomas Keck och Robert A. Stemmle efter en förlaga av Maximilian Vernberg.

## Rollista
- Martin Held - direktör Werner Rameil
- Hanns Lothar - Dr. Fox
- Ellen Schwiers - Ingrid Bernhardy
- Jürgen Goslar - Dr. Heinz
- Adelheid Seeck - Gerda Rameil
- Werner Hinz - Ricker
- Siegfried Wischnewski - kriminalinspektör Gerhuf
- Harald Juhnke - Wenzel, kriminalsekreterare
- Otto Graf - Dr. Meyer
- Albert Bessler - Dr. Hollberg
- Lucie Mannheim - frau Bernhardy
- Blandine Ebinger - gymnastiklärare